# وراوي (خورموج)
وراوي (بالفارسية: وراوی) هي قرية تقع في إيران في قسم خورموج الريفي. يقدر عدد سكانها بـ 239 نسمة بحسب إحصاء 2016.